# La nobildonna e il duca
La nobildonna e il duca (L'Anglaise et le Duc) è un film del 2001 diretto da Éric Rohmer, tratto dalle memorie postume Ma Vie sous la Révolution (trad. "La mia vita sotto la Rivoluzione") della cortigiana scozzese Grace Elliott, amante del duca Luigi Filippo II di Borbone-Orléans e di re Giorgio IV del Regno Unito.

## Trama
13 luglio 1790, vigilia della Festa della Federazione, un anno dopo la presa della Bastiglia. Filippo, duca d'Orleans, di ritorno da un viaggio in Inghilterra, fa visita alla contessa scozzese Grace Elliott, un tempo sua amante e ora amica affezionata. Il duca appoggia la rivoluzione e manifesta disprezzo per re Luigi, ma ha dei timori per il futuro. Consiglia vivamente la contessa di rientrare nel paese di origine. Lei è fedele alla Corona e non ha intenzione di lasciare la Francia.
10 agosto 1792. Due anni più tardi. Il popolo di Parigi assale le Tuileries e Luigi XVI è imprigionato con la famiglia nella Torre del Tempio. Si intensifica la caccia ai nobili, la città è in preda ai disordini. La contessa decide di rifugiarsi nella residenza di campagna di Meudon. Essendo impossibile spostarsi in carrozza, percorre a piedi, insieme alla domestica, strade ingombre di cadaveri. Sfinita, spaventata, con i piedi doloranti, a tarda notte finalmente raggiunge la destinazione.
3 settembre 1792. Bande organizzate assaltano le prigioni per uccidere i prigionieri politici. Grace è chiamata da un'amica in città in soccorso del marchese de Champcenetz, ex governatore delle Tuileries, ferito e braccato. Durante l'attraversamento del centro di Parigi, assiste a uno spettacolo terribile: in cima a una picca, la testa della duchessa di Lamballe, confidente della regina Maria Antonietta, è portata in trofeo dai ribelli. Ospita de Champcenetz nella sua casa, lo nasconde sotto il letto durante una perquisizione. Il duca non nasconde l'ostilità per il rifugiato, con cui in passato ha avuto dissapori, ma per amicizia di Grace lo aiuta a rifugiarsi in Inghilterra.
Gennaio 1793. Il re è sotto processo. Il duca de Biron, alto ufficiale girondino forzatamente congedato, si reca a casa di Grace con la scusa di farsi leggere le carte, in realtà per incontrare Orleans, deputato giacobino membro della Convenzione: lui e Grace tentano di convincerlo a salvare il re, di cui è cugino. La domenica sera la contessa è invitata da de Biron all'hotel Saint Marc dove egli è alloggiato. Insieme al generale Dumouriez, anch'egli girondino, e a madame Laurent attendono i risultati del processo. Un messo porta la notizia che il duca ha votato a favore della condanna di Luigi XVI. Il 21 gennaio il re è ghigliottinato. Grace segue l'esecuzione dalla terrazza del castello di Meudon.
Marzo, aprile 1793. Viene istituito il tribunale rivoluzionario e presto anche Grace e il duca sono vittime del Terrore. Il duca, isolato e in disgrazia da quando il figlio Filippo ha seguito il generale Dumouriez, fuggito in Austria per salvarsi dalle accuse dei suoi nemici e considerato quindi nemico della Rivoluzione, è arrestato e ghigliottinato nel mese di novembre. Grace, arrestata e convocata davanti a un tribunale popolare, la prima volta è rilasciata grazie all'intervento di Robespierre; la seconda, in attesa della condanna, mentre i suoi compagni di prigionia, tra cui anche de Biron, uno alla volta vengono uccisi, si salva grazie alla caduta dello stesso Robespierre.

## Produzione
Il film è prodotto da Pathé Image Production.

### Un film storico
Dopo La Marchesa von... (1976) e Il fuorilegge (1978), è il terzo film storico d'Éric Rohmer.

### Soggetto
Il film è tratto da un libro di Grace Elliott, Journal of My Life During the French Revolution, tradotto in francese col titolo Journal de ma vie durant la Révolution Française.

### Sceneggiatura
La sceneggiatura non riprende che una parte delle memorie di Grâce Elliott e si ferma al momento della sua liberazione nel 1793. Rohmer non ha ripreso il racconto della sua vita in prigione e ha aggiunto la narrazione dettagliata della traversata da Parigi a Meudon.

### Parigi di fine Settecento
Rohmer si pone il problema della ricostruzione storica della Parigi della fine del diciottesimo secolo. Non vuole ricorrere a ricostruzioni in studio ormai troppo costose né al trasparente troppo piatto, privo di tridimensionalità. Attende dieci anni che il cinema francese sia pronto a permettergli di usare il digitale, sul quale da parte degli americani è in atto da tempo la sperimentazione. La sua idea è quella di inserire gli attori in tele dipinte.
La topografia della Parigi dell'epoca è ricavata da acquerelli e oli conservati, spesso anonimi, nel Museo Carnavalet e nel Museo del Louvre, come ad esempio una veduta delle Tuileries e del Pont Royal del 1783. Si avvale della collaborazione del pittore Jean-Baptiste Marot che gli fornisce 37 quadri dipinti, realizzati in un anno e mezzo di lavoro.
(Jean Claude Carrière, Pratique du scénario, in Jean Claude Carrière e Pascal Bonitzer, Exercise du scénario, Femis, Paris 1990.)

### Interni
Le scenografie sono affidate a Antoine Fontaine. Egli realizza un modellino di base di cento metri quadri circa rappresentante l'appartamento di Grace e costituito di ingresso, vestibolo, ampio salone, stanza da letto, sala da toilette, alcova, bagno. Un sistema di dislocazione di pareti divisorie, di tappezzerie sostituite alle pareti, di occultazione o spostamento di finestre, gli permette di ottenere da questa base ben nove scenografie di locali diversi, di volta in volta la prigione, il tribunale, la casa di campagna, la Conciergerie ecc.
Principio di base della scenografia, oltre al cambio di luogo è il trompe d'oeil: come per gli esterni, anche ciò che si vede dalle finestre è costituito da tele dipinte. Lo scenografo si è ispirato è un pittore intimista del '700.

### Costumi
Pierre-Jean Larroque, insieme a Nathalie Chesnais, disegna e realizza i costumi, studiando stoffe, disegni, calzature di moda in quell'epoca.

### Cast
Rohmer dispone di un cast di attori d'eccellenza: l'inglese Lucy Russell nella parte di Grace Elliott e Jean-Claude Dreyfus nelle vesti del duca di Orléans.

### Costi
Rohmer ha l'abitudine di lavorare in modo molto economico, ma per questo film egli dispone d'un budget più importante (40 milioni di franchi, il corrispondente di 6 milioni di euro).

## Critica

### I personaggi e la storia
(Anita Lindskog, Eric Rohmer. Un chemin de vérité à travers l’art, aprile 2010)

### Il giudizio sulla Rivoluzione
(Gianni Canova e Francesco Costa, Letture, Anno 56, N. 580, ottobre 2001.)

### L'aspetto tecnologico
(Serge Kaganski)

## Riferimenti cinematografici
Rohmer stesso indica alcuni grandi film a cui ha pensato:
- Le due orfanelle di David Wark Griffith
- Napoleone di Abel Gance
- La Marsigliese di Jean Renoir